# Nierówność Paleya-Zygmunda
Nierówność Paleya-Zygmunda dostarcza oszacowania w terminach wartości oczekiwanej i wariancji na wielkość prawdopodobieństwa, że nieujemna zmienna losowa o skończonej wariancji jest mała. Nierówność ta została udowodniona przez Raymonda Paleya i Antoniego Zygmunda.

## Twierdzenie
Niech {\displaystyle Z} będzie nieujemną zmienną losową o skończonej wariancji i niech {\displaystyle \lambda \in (0,1).} Wówczas prawdziwa jest nierówność
{\displaystyle \mathbb {P} (Z\geqslant \lambda \mathbb {E} Z)\geqslant (1-\lambda )^{2}{\frac {(\mathbb {E} Z)^{2}}{\mathbb {E} Z^{2}}}.}

## Dowód
Korzystając z nierówności Höldera, dostajemy {\displaystyle (\mathbb {E} Z^{2})^{\frac {1}{2}}(\mathbb {P} (Z\geqslant \lambda \mathbb {E} Z))^{\frac {1}{2}}\geqslant \mathbb {E} Z\mathbb {I} _{\{Z\geqslant \lambda \mathbb {E} Z\}}.}
A zatem {\displaystyle (\mathbb {E} Z^{2})^{\frac {1}{2}}(\mathbb {P} (Z\geqslant \lambda \mathbb {E} Z))^{\frac {1}{2}}\geqslant \mathbb {E} Z\mathbb {I} _{\{Z\geqslant \lambda \mathbb {E} Z\}}=\mathbb {E} Z-\mathbb {E} Z\mathbb {I} _{\{Z<\lambda \mathbb {E} Z\}}\geqslant (1-\lambda )\mathbb {E} Z.}
Podnosząc obie strony nierówności do kwadratu, dostajemy tezę.